# Manfred Bonatz
Manfred Bonatz (* 1. März 1932 in Siegburg; † 2. Dezember 2018) war ein deutscher Geodät und Hochschullehrer für Theoretische Geodäsie mit den Forschungsschwerpunkten Gravimetrie und Erdgezeiten.

## Leben und Wirken
Manfred Bonatz war Schüler am Ernst-Moritz-Arndt-Gymnasium in Bonn und studierte nach dem Abitur Geodäsie an der Rheinischen Friedrich-Wilhelms-Universität Bonn. Während seines Studiums wurde er 1953 Mitglied der Burschenschaft Marchia Bonn. Im Anschluss an sein Studium absolvierte er das technische Referendariat. 1961 wurde er wissenschaftlicher Assistent am von Helmut Wolf im Jahr 1955 gegründeten Institut für Theoretische Geodäsie an der Rheinischen Friedrich-Wilhelms-Universität Bonn. Diese promovierte ihn 1965 zum Dr.-Ing.; das Dissertationsthema war: Über die Eichung von Registriergravimetern mittels einer vertikalen Labor-Eichstrecke. 1969 habilitierte Manfred Bonatz. Von 1973 bis 1997 war er am Institut für Theoretische Geodäsie ordentlicher Professor für Gravimetrie und Erdgezeiten. 1997 wurde Bonatz emeritiert.
Bonatz’ Spezialthema war die Gravimetrie und die Erforschung der Erdgezeiten. Zur Messung des Erdschwerefeldes entwickelte er Messinstrumente und richtete verschiedene Messstationen ein, u. a. in Svalbard (Spitzbergen), in Erpel, in der Wiehler Tropfsteinhöhle, in Walferdange (Luxemburg) und in Odendorf, an denen er selber Beobachtungen durchführte. Bonatz hat zu diesen Themen zahlreiche Fachpublikationen veröffentlicht.

## Auswahl von Ehrungen
- Carl-Pulfrich-Preis (1969, erster Preisträger)[5]
- Ehrenmedaille der belgischen astronomischen, meteorologischen und geophysikalischen Gesellschaft
- Verdienstorden des Großherzogtums Luxemburg[3]
- Goldenes Lot (2000)